# Юлья (Великопольське воєводство)
Юлья (пол. Julia) — село в Польщі, у гміні Слесін Конінського повіту Великопольського воєводства.
Населення — 112 осіб (2011).
У 1975-1998 роках село належало до Конінського воєводства.

## Демографія
Демографічна структура станом на 31 березня 2011 року:
|          | Загалом | Допрацездатний вік | Працездатний вік | Постпрацездатний вік |
| -------- | ------- | ------------------ | ---------------- | -------------------- |
| Чоловіки | 57      | 13                 | 38               | 6                    |
| Жінки    | 55      | 14                 | 29               | 12                   |
| Разом    | 112     | 27                 | 67               | 18                   |